# Presidenti del Consiglio regionale del Midi-Pirenei
Il presidente del Consiglio regionale del Midi-Pirenei (in francese Président du conseil régional de Midi-Pyrénées) era il capo del governo dell'ex regione francese del Midi-Pirenei e il capo del suo Consiglio regionale.

## Elenco
| Mandato                          | Presidente | Presidente       | Partito | Partito                                                            |
| -------------------------------- | ---------- | ---------------- | ------- | ------------------------------------------------------------------ |
| 10 gennaio 1974 – 21 luglio 1981 |            | Alain Savary     |         | Partito Socialista                                                 |
| 21 luglio 1981 – 21 marzo 1986   |            | Alex Raymond     |         | Partito Socialista                                                 |
| 21 marzo 1986 – 23 giugno 1989   |            | Dominique Baudis |         | Unione per la Democrazia Francese – Centro dei Democratici Sociali |
| 23 giugno 1988 – 6 aprile 1998   |            | Marc Censi       |         | Unione per la Democrazia Francese – Partito Repubblicano           |
| 6 aprile 1998 – 31 dicembre 2015 |            | Martin Malvy     |         | Partito Socialista                                                 |